# OTI Festival
Das OTI Festival (Spanisch: Festival OTI de la Canción) war ein jährlicher panamerikanischer Gesangswettbewerb, welcher von aktiven Mitgliedern der iberoamerikanischen Fernsehunion (OTI) zwischen 1972 und 2000 bestritten und durchgeführt wurde. Es war somit das Gegenstück zum Eurovision Song Contest auf dem amerikanischen Kontinent.

## Sieger
| Jahr | Land               | Titel                                                             | Interpret                                      |
| ---- | ------------------ | ----------------------------------------------------------------- | ---------------------------------------------- |
| 1972 | Brasilien          | Diálogo                                                           | Claudia Regina & Tobías                        |
| 1973 | Mexiko             | Qué alegre va María                                               | Imelda Miller                                  |
| 1974 | Puerto Rico        | Hoy canto por cantar                                              | Nydia Caro                                     |
| 1975 | Mexiko             | La felicidad                                                      | Gualberto Castro                               |
| 1976 | Spanien            | Canta, cigarra                                                    | María Ostiz                                    |
| 1977 | Nicaragua          | Quincho Barrilete                                                 | Guayo González                                 |
| 1978 | Brasilien          | El amor... cosa tan rara                                          | Denisse de Kalafe                              |
| 1979 | Argentinien        | Cuenta conmigo                                                    | Daniel Riolobos                                |
| 1980 | Puerto Rico        | Contigo, mujer                                                    | Rafael José                                    |
| 1981 | Spanien            | Latino                                                            | Francisco                                      |
| 1982 | Venezuela          | Puedes contar conmigo                                             | Grupo Unicornio                                |
| 1983 | Brasilien          | Estrela de papel                                                  | Jessé                                          |
| 1984 | Chile              | Agualuna                                                          | Fernando Ubiergo                               |
| 1985 | Mexiko             | El fandango aquí                                                  | Eugenia León                                   |
| 1986 | Vereinigte Staaten | Todos                                                             | Damaris, Miguel Ángel Guerra & Eduardo Fabiani |
| 1987 | Venezuela          | La felicidad está en un rincón de tu corazón                      | Alfredo Alejandro                              |
| 1988 | Argentinien        | Todavía eres mi mujer                                             | Guillermo Guido                                |
| 1989 | Mexiko             | Una canción no es suficiente                                      | Analí                                          |
| 1990 | Mexiko             | Un bolero                                                         | Carlos Cuevas                                  |
| 1991 | Argentinien        | Adónde estás ahora                                                | Claudia Brant                                  |
| 1992 | Spanien            | A dónde voy sin ti                                                | Francisco                                      |
| 1993 | Spanien            | Enamorarse                                                        | Ana Reverte                                    |
| 1994 | Argentinien        | Canción despareja                                                 | Claudia Carenzio                               |
| 1995 | Spanien            | Eres mi debilidad                                                 | Marcos Llunas                                  |
| 1996 | Spanien            | Mis manos                                                         | Anabel Russ                                    |
| 1997 | Mexiko             | Se diga lo que se diga                                            | Iridian                                        |
| 1998 | Chile              | Fin de siglo: Es tiempo de inflamarse, deprimirse o transformarse | Florcita Motuda                                |
| 2000 | Vereinigte Staaten | Mala hierba                                                       | Hermanas Chirino                               |

## Siege nach Ländern
| Siege | Land               | Jahre                              |
| ----- | ------------------ | ---------------------------------- |
| 6     | Spanien            | 1976, 1981, 1992, 1993, 1995, 1996 |
| 6     | Mexiko             | 1973, 1975, 1985, 1989, 1990, 1997 |
| 4     | Argentinien        | 1979, 1988, 1991, 1994             |
| 3     | Brasilien          | 1972, 1978, 1983                   |
| 2     | Vereinigte Staaten | 1986, 2000                         |
| 2     | Puerto Rico        | 1974, 1980                         |
| 2     | Chile              | 1984, 1998                         |
| 2     | Venezuela          | 1982, 1987                         |
| 1     | Nicaragua          | 1977                               |